# チャールズ・E・スポーク
チャールズ・E・スポーク（Charles Edward Sporck、1927年11月15日 - 2024年10月12日）は米国の技術者、企業経営者。
1967年から1991年までナショナル セミコンダクターの最高経営責任者兼社長を務めたことで知られる。
ニューヨークタイムズ紙はスポークを「シリコンバレーの創業者」と評した。

## 生いたちと教育
スポークは1927年にニューヨーク州サラナックレイクで生まれ、コーネル大学で機械工学を学び、1950年に学士号を取得した。 その後、ゼネラルエレクトリック社に就職した
1959年にフェアチャイルド・カメラ・アンド・インスツルメントの半導体部門に就職し、ゼネラル・マネージャーまで上り詰めた。

## ナショナルセミコンダクター時代
1967年、スポークは、当時財政的に苦境に立たされていたナショナル・セミコンダクターに採用された。彼のリーダーシップの下、同社は低コストの集積回路の大量生産に注力し、大きな成功を収め、一時期は「シリコンバレー最大のチップメーカー」となった。
1980年代には、アジアで製造された価格競争力のあるチップがアメリカ国内市場に参入し、社運が傾いた。1991年に引退し、ギルバート・F・アメリオが後を継いだ。
2024年10月12日、カリフォルニア州サニーヴェールで死去、96歳。